# The Quickening (Star Trek: Deep Space Nine)
"The Quickening" és el 24è episodi de la quarta temporada de la sèrie de televisió de ciència-ficció estatunidenca Star Trek: Deep Space Nine, el 96è de tota la sèrie. Originalment es van emetre en redifusió a partir del 13 de maig de 1996. Està dirigida pel membre del repartiment de la sèrie René Auberjonois, que interpreta Odo, i va ser escrit per Naren Shankar. Va rebre una qualificació Nielsen de 5,7 quan es va emetre per televisió el 1996.
Ambientada al segle XXIV, la sèrie segueix les aventures a Espai Profund 9, una estació espacial situada prop d'un forat de cuc estable entre els Quadrants Alfa i Gamma de la Via Làctia, prop del planeta Bajor, mentre els bajorans es recuperen d'una brutal ocupació de dècades pels imperialistes cardassians. El Quadrant Gamma acull un imperi hostil conegut com el Domini, governat pels Fundadors que canvien de forma. A la quarta temporada, els cardassians han fet les paus amb els bajorans, però estan lluitant una guerra difícil amb els klíngons. En aquest episodi Dax, Kira i Bashir emprenen una missió a un planeta afectat per la pesta al Quadrant Gamma. El Dr. Bashir intenta trobar una cura per a una malaltia letal centenària que ha destruït la societat afectada.

## Argument
El Dr. Bashir, la Major Kira i la Tinent Comandant Dax viatgen a un planeta que ha estat atacat pels Jem'Hadar, que han fet del seu poble un exemple per resistir el Domini infligint-los una malaltia incurable anomenada "plaga" que deixa lesions negres i doloroses al cos que en un moment aleatori (normalment abans de l'edat adulta) s'"acceleraran" en una forma vermella que s'estén i provoca una mort lenta i dolorosa.
Bashir està angoixat quan s'assabenta que l'equivalent més proper a un metge que aquestes persones tenen ara és Trevean, un home que ofereix una mort ràpida i còmoda mitjançant tractaments amb herbes als recentment accelerats. Bashir, amb Dax com a ajudant, intenta desenvolupar una cura amb l'ajuda de voluntaris recentment accelerats, però falla quan descobreix que els camps elèctrics del seu equip estan fent que el virus muti ràpidament.
Quan els altres marxen per tornar a Espai Profund 9, Bashir decideix quedar-se per ajudar una dona recentment reanimada que està en l'últim moment de l'embaràs. Mentre li administra el seu tractament antiviral, sembla que no té cap efecte i ella mor poc després del part. Tanmateix, la nena neix sense les lesions, ja que el tractament aparentment actua com una vacuna en lloc d'una cura. Això dóna esperança a la gent del planeta que, aplicant el tractament antiviral a les dones embarassades, la propera generació podrà estar lliure de la plaga.
De tornada a DS9, es veu a Bashir que encara treballa en una cura per a la malaltia en aquells que ja la tenen, però no té èxit. El capità Sisko elogia el Doctor per la seva excel·lent feina i li assegura que almenys la propera generació estarà lliure de la malaltia, però Bashir no sembla del tot satisfet.

## Producció
L'episodi està dirigit per René Auberjonois, un membre principal del repartiment que va interpretar Odo; És el quart dels vuit episodis de la sèrie que va dirigir.

## Recepció
El 2014, io9 va classificar "The Quickening" com el 59è millor episodi de Star Trek en general.
El 2020, Den of Geek va classificar "The Quickening" com el vuitè episodi més terrorífic de tots els episodis de televisió de la franquícia Star Trek.